# 動学ゲーム国際学会
動学ゲーム国際学会（どうがくゲームこくさいがっかい、英: The International Society of Dynamic Games、略称: ISDG）は動学ゲーム理論の発展に寄与することを目的とした非営利学術団体である。

## 沿革
1990年8月にヘルシンキ（ フィンランド）で開催された第4回「動学ゲームとその応用」国際会議の会期中（8月6日）に設立され、Tamer Başarが学会初代会長として選出された。

## 歴代会長
- Tamer Başar 1990-1994年
- Alain Haurie 1994-1998年
- Pierre Bernhard 1998-2002年
- Georges Zaccour 2002-2006年
- Geert Jan Olsder 2006-2008年
- Leon Petrosyan 2008-2012年
- Michèle Breton 2012-2016年
- Vladimir Mazalov 2016-

## 学会の目的
- 動学ゲームの理論および応用研究を推進かつ発展させる。
- あらゆる情報提供支援システムを援用して学術科学情報を提供する活動の一環として、学術研究会議および学術研究集会、研究会などを主催ないしは支援共催する活動を行う[2]。それに加え、学術研究における国際社会から極めて高水準と評価される一連の研究雑誌群を刊行する。
- 科学研究の国際社会に参画し、他の学術団体、学会、特にゲーム理論・最適化問題・意思決定理論・力学系などの諸分野の研究活動を推進する団体との連携協力活動を行う。

## 刊行物
- Annals of the International Society of Dynamic Games[3] (series ed.: Tamer Başar; published by Birkhäuser)
- Dynamic Games and Applications[4] (editor-in-chief: Georges Zaccour; published by Birkhäuser)
- International Game Theory Review[5] (managing editor: David W. K. Yeung, editors: Steffen Jørgensen, Leon A. Petrosyan; published by World Scientific Publishing Co. Pte. Ltd.)

## アイサック賞
2003年に「アイサック賞（英: The Isaacs Award）」の設立の決定がなされた。2004年から隔年ごとに開催される動学ゲーム理論国際会議において、「動学ゲームに関する理論および応用研究に顕著なる業績」をあげたと認められる研究者2名に対して、その成果を讃たえ、その名を刻む目的で賞を授与する。この賞の名称は微分ゲーム理論の創始者であるRufus Isaacsに因んで命名されたものである。

### 歴代受賞者
- 2004年 - Yo-Chi Ho & George Leitmann
- 2006年 - Nikolay Krasovskii & Wendell Fleming
- 2008年 - Pierre Bernhard & Alain Haurie
- 2010年 - Tamer Başar & Geert Jan Olsder
- 2012年 - Steffen Jørgensen & Karl Sigmund
- 2014年 - Eitan Altman & Leon Petrosyan
- 2016年 - Martino Bardi & Ross Cressman
- 2018年 - Andrzej Nowak & Georges Zaccour